# Euphorbia pentagona
Euphorbia pentagona là một loài thực vật có hoa trong họ Đại kích. Loài này được Haw. mô tả khoa học đầu tiên năm 1827 publ. 1828.

## Hình ảnh

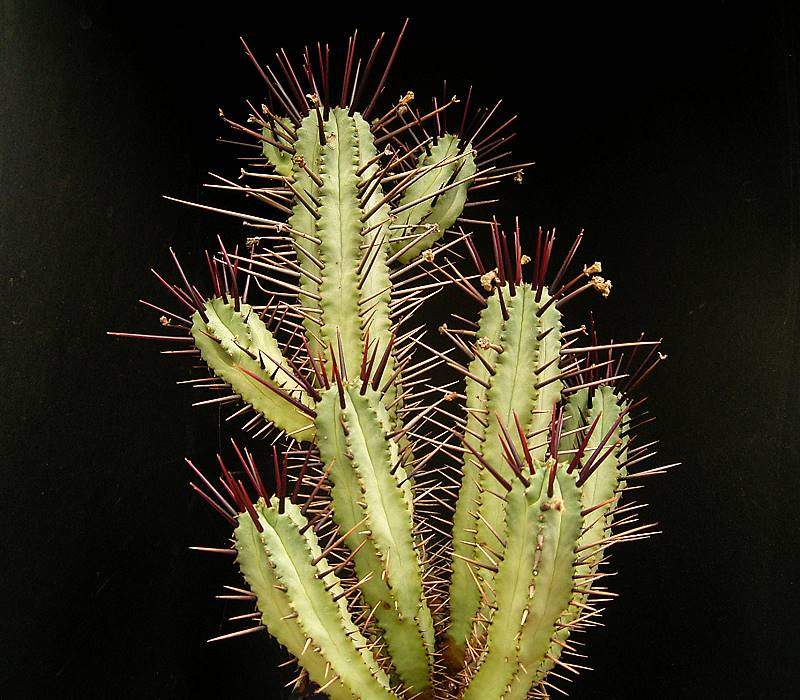
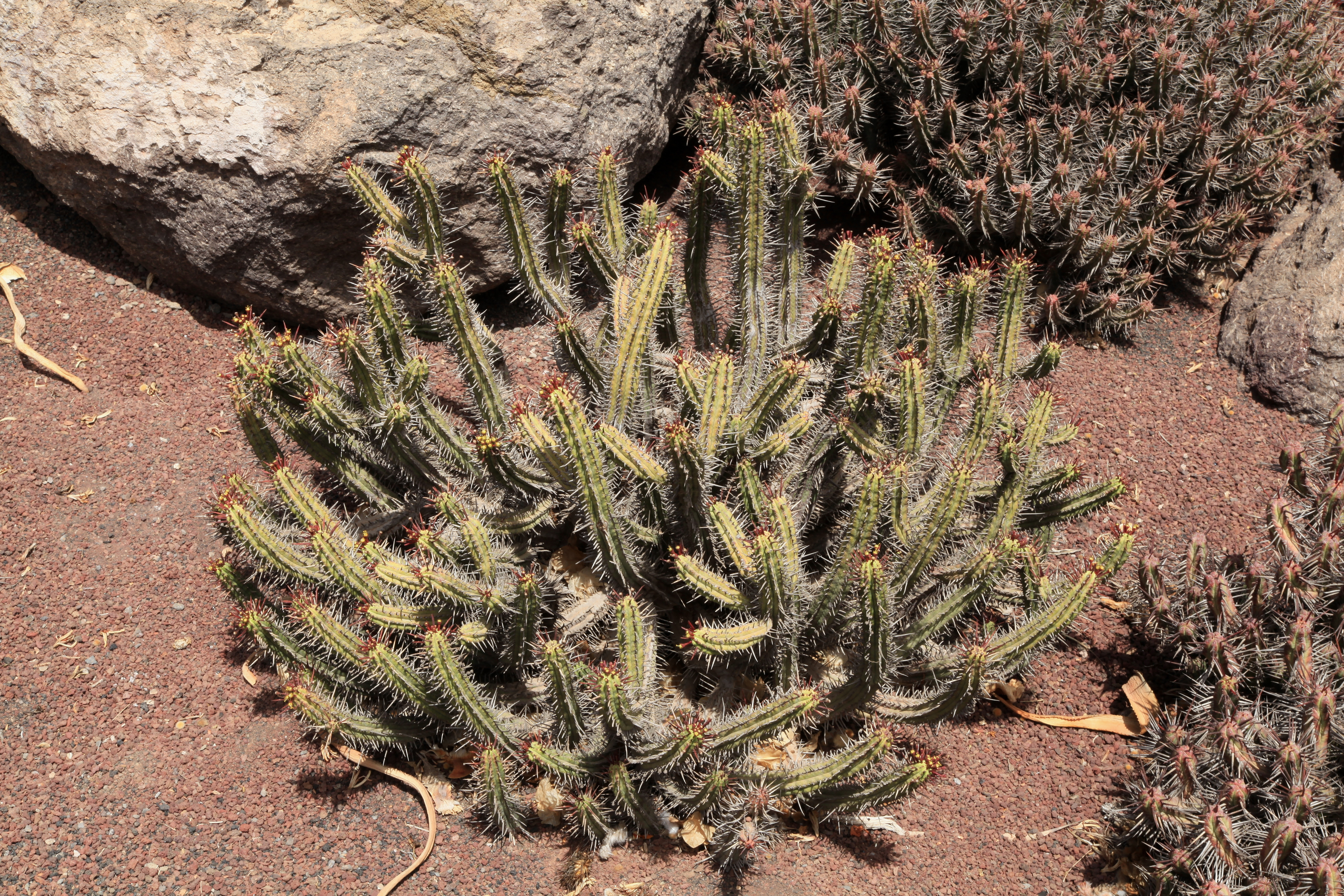